# Andrea Bertolacci
Andrea Bertolacci (ur. 11 stycznia 1991 w Rzymie) – włoski piłkarz występujący na pozycji pomocnika w tureckim klubie Kayserispor oraz w reprezentacji Włoch. Wychowanek Romy, w swojej karierze grał także w takich zespołach jak Lecce, Genoa CFC, AC Milan, UC Sampdoria i Fatih Karagümrük SK.